# Chiêm Hóa, Tân Châu
Chiêm Hóa (tiếng Trung: 沾化区 Hán Việt: Chiêm Hóa khu) là một quận thuộc địa cấp thị Tân Châu (滨州市), tỉnh Sơn Đông, Trung Quốc. Quận này có diện tích 2113 km2, dân số năm 2001 là 380.000 người. Quận Chiêm Hóa quản lý các đơn vị hành chính gồm 5 trấn, 5 hương.